# Handaoia albipes
Handaoia albipes là một loài tò vò trong họ Ichneumonidae.